# Primera Divisió 2007-2008
La Primera Divisió 2007-2008 fu la 13ª edizione del campionato andorrano di calcio disputato tra il 23 settembre 2007 e il 27 aprile 2008 concluso con la vittoria del FC Rànger's, al suo secondo titolo consecutivo.

## Formula
Le squadre partecipanti furono 8 e il campionato venne diviso in due fasi. Nella prima parte della stagione le squadre si incontrarono in un turno di andata e ritorno per un totale di 14 partite. Le prime 4 furono inserite in un girone playoff mentre le rimanenti 4 giocarono in un girone al termine del quale l'ultima fu retrocessa mentre la penultima giocò uno spareggio con la seconda classificata della Segona Divisió per l'ultimo posto disponibile.
Le squadre qualificate alle coppe europee furono due: la vincente partecipò alla UEFA Champions League 2008-2009 mentre la vincitrice della Copa Constitució fu qualificata alla Coppa UEFA 2008-2009

## Squadre partecipanti
| Club                      | Città               | Posizione 2006-07   |
| ------------------------- | ------------------- | ------------------- |
| FC Lusitanos              | Andorra la Vella    | 4°                  |
| UE Engordany              | Escaldes-Engordany  | Segona Divisió      |
| Inter Club d'Escaldes     | Escaldes-Engordany  | 5°                  |
| FC Rànger's               | Andorra la Vella    | Campione di Andorra |
| Principat                 | Andorra la Vella    | 6°                  |
| FC Santa Coloma           | Santa Coloma        | 2°                  |
| UE Sant Julià             | Sant Julià de Lòria | 3°                  |
| Casa Estrella del Benfica | Andorra la Vella    | Segona Divisió      |

Tutte le partite furono disputate nello Estadi Comunal d'Aixovall.

## Stagione regolare
|  | Pos. | Squadra                   | Pt | G  | V  | N | P  | GF | GS | DR  |
|  | ---- | ------------------------- | -- | -- | -- | - | -- | -- | -- | --- |
|  | 1.   | FC Santa Coloma           | 36 | 14 | 11 | 3 | 0  | 58 | 4  | +54 |
|  | 2.   | FC Rànger's               | 33 | 14 | 10 | 3 | 1  | 37 | 16 | +21 |
|  | 3.   | UE Sant Julià             | 30 | 14 | 9  | 3 | 2  | 46 | 11 | +35 |
|  | 4.   | FC Lusitanos              | 27 | 14 | 9  | 0 | 5  | 34 | 13 | +21 |
|  | 5.   | Principat                 | 17 | 14 | 5  | 2 | 7  | 20 | 33 | -13 |
|  | 6.   | UE Engordany              | 10 | 14 | 3  | 1 | 10 | 17 | 61 | -44 |
|  | 7.   | Inter Club d'Escaldes     | 7  | 14 | 2  | 1 | 11 | 11 | 32 | -21 |
|  | 8.   | Casa Estrella del Benfica | 1  | 14 | 0  | 1 | 13 | 4  | 57 | -53 |

Legenda:

      Ammessa ai play-off
      Ammessa ai play-out
Note:

Tre punti a vittoria, uno a pareggio, zero a sconfitta.

## Seconda fase
Le squadre mantengono i punti conquistati nella prima fase.

### Playoff
|                    | Pos. | Squadra         | Pt | G  | V  | N | P | GF | GS | DR  |
| ------------------ | ---- | --------------- | -- | -- | -- | - | - | -- | -- | --- |
| Andorra (bandiera) | 1.   | FC Santa Coloma | 47 | 20 | 14 | 5 | 1 | 69 | 10 | +59 |
|                    | 2.   | UE Sant Julià   | 41 | 20 | 12 | 5 | 3 | 59 | 19 | +40 |
|                    | 3.   | FC Rànger's     | 40 | 20 | 12 | 4 | 4 | 47 | 30 | +17 |
|                    | 4.   | FC Lusitanos    | 31 | 20 | 10 | 1 | 9 | 44 | 29 | +15 |

## Playout
|  | Pos. | Squadra                   | Pt | G  | V | N | P  | GF | GS | DR  |
|  | ---- | ------------------------- | -- | -- | - | - | -- | -- | -- | --- |
|  | 5.   | Principat                 | 30 | 20 | 9 | 3 | 8  | 33 | 37 | -4  |
|  | 6.   | Inter Club d'Escaldes     | 20 | 20 | 6 | 2 | 12 | 23 | 37 | -14 |
|  | 7.   | UE Engordany              | 13 | 20 | 4 | 1 | 15 | 21 | 79 | -58 |
|  | 8.   | Casa Estrella del Benfica | 7  | 20 | 2 | 1 | 17 | 13 | 68 | -55 |

Legenda:

      Campione di Andorra e qualificato alla UEFA Champions League
      Qualificato alla Coppa UEFA
      Ammessa allo spareggio
      Retrocessa in Segona Divisió
Note:

Tre punti a vittoria, uno a pareggio, zero a sconfitta.

## Spareggio
Il UE Engordany, arrivato settimo, incontrò l'UE Extremenya, seconda classificata della Segona Divisió, in un doppio spareggio per determinare l'ultima classificata al campionato di massima divisione della stagione successiva.
| Andorra La Vella 18 maggio 2008 | UE Engordany | 2 – 3 | UE Extremenya | Estadi Comunal d'Aixovall |

| Andorra La Vella 25 maggio 2008 | UE Extremenya | 0 – 3 | UE Engordany | Estadi Comunal d'Aixovall |

## Verdetti
- Campione di Andorra: FC Rànger's
- Qualificato alla UEFA Champions League: FC Rànger's
- Qualificato alla Coppa UEFA: UE Sant Julià
- Retrocesse in Segona Divisió: Casa Estrella del Benfica